# Trichinose
 (décembre 2024).
 Mise en garde médicale
La trichinose ou trichinellose est une parasitose tissulaire, cosmopolite, survenant chez l'homme et de nombreux mammifères. Elle est considérée comme « maladie re-émergente à potentiel épidémique ».
Elle est transmise par la consommation de viande de gibier (viande de phacochère, chacal ou d'ours notamment, avec par exemple cinq cas en France en 2005) ou d'animaux domestiques  (cheval ou porc plus rarement de nos jours grâce aux traitements vermifuges et à un élevage mieux contrôlé, avec des risques diminués, sans toutefois être totalement nuls). Le parasite est transmis quand la viande est mangée crue ou insuffisamment cuite, lorsque l'animal a été contaminé par les larves d'un ver rond (nématode) dont on connaît plusieurs espèces, généralement Trichinella spiralis, mais aussi Trichinella pseudospiralis et Trichinella britovi  en France.

## Historique
On savait depuis 1835 que la trichinose était provoquée par un parasite, mais le mécanisme de l'infection était peu clair à l’époque. 
Ce n’est qu’une décennie plus tard qu’un scientifique américain, Joseph Leidy put mettre en cause la viande insuffisamment cuite comme étant le vecteur du parasite, et c'est seulement après deux décennies de plus que cette hypothèse fut définitivement admise par la communauté scientifique.
Des larves enkystées qui semblent être des trichines ont été trouvées dans les tissus de nombreuses momies égyptiennes (- 3200 ans) ainsi que dans le corps d'Ötzi, chasseur préhistorique dont le corps a été piégé et momifié dans un glacier des Alpes autrichiennes.
Au XIXe siècle, lors de la découverte du lien entre la trichinose et le porc mal cuit, on a suggéré que celle-ci était peut-être un des facteurs qui avaient conduit, pour contrer ce parasite, aux interdits religieux halal dans l’islam et casher dans le judaïsme contre la consommation de porc et des autres animaux se nourrissant de déchets. Cette thèse, qui rappelle la théorie controversée exposée vers 1190 par le philosophe juif Maïmonide dans son Guide des égarés, a été contestée avant de finir par tomber en discrédit afin d'éviter que les progrès des contrôles vétérinaires ne soient invoqués pour remettre en cause l'interdit religieux.

## Cycle parasitaire

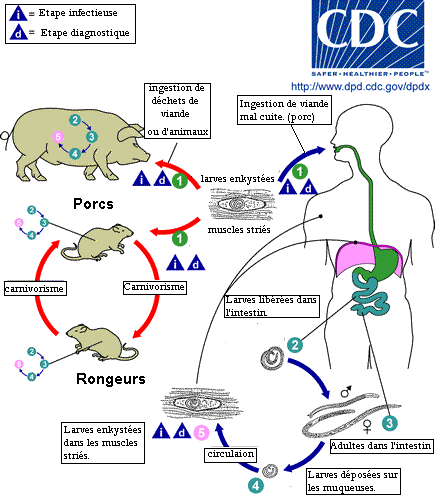
Cycle parasitaire de Trichinella spiralis. Source : CDC.

Les parasites sont ingérés sous forme de larves enkystées d'un nématode présent dans la viande parasitée. L'acide gastrique dissout l’enveloppe ligneuse du kyste et libère les larves qui parcourent le tube digestif, atteignant en un à deux jours l'intestin où elles deviennent adultes et pénètrent dans la muqueuse. La durée de vie des vers dans l'intestin est de quatre semaines. Au bout d'une semaine, après accouplement, les femelles pondent des larves qui traversent la paroi intestinale et gagnent le système lymphatique et le système circulatoire puis le tissu musculaire squelettique où elles s'enkystent. Les larves peuvent pénétrer dans n’importe quelle cellule mais elles ne peuvent survivre que dans les cellules musculaires. Les larves enkystées, détournent à leur profit le métabolisme de la cellule parasitée comme le ferait un virus et peuvent persister plusieurs années dans la cellule hôte qui est bientôt entourée d’un réseau de vaisseaux sanguins fournissant l’apport nutritif supplémentaire.
La charge parasitaire peut être très élevée : par exemple, un échantillon de viande d'ours congelée saisie au Québec en 2005 par les autorités vétérinaires contenait 295 larves de trichine par gramme de viande.
L’ingestion de larves enkystées perpétue le cycle. Les rats et les rongeurs sont les principaux responsables de la persistance de cette parasitose. Les animaux carnivores et omnivores, tels que des porcs (occasionnellement cannibales) ou les ours, s'infestent par consommation de rongeurs ou de viande infestée d'autres animaux. Mais des animaux herbivores tels les chevaux peuvent également s'infester (ex présence de rongeurs broyés dans les aliments fournis) 
Différents animaux hôtes sont impliqués dans le cycle parasitaire des diverses espèces de trichine. Les humains sont accidentellement infectés en mangeant de la viande incorrectement traitée de ces animaux carnivores (ou en mangeant de la nourriture contaminée par cette viande).

## Symptômes
L'infestation par les trichines, adultes ou larves, est asymptomatique chez les animaux, mais peut avoir de graves conséquences chez l'Homme. Les symptômes peuvent être divisés en deux catégories : ceux qui sont provoqués par les vers situés dans l'intestin, et ceux qui sont provoqués par leur dissémination dans d’autres organes. 
Les premiers symptômes sont digestifs : douleurs abdominales, nausées, diarrhées, vomissements. La fièvre est élevée. Surviennent ensuite des myalgies (douleurs musculaires), des maux de tête, un œdème du visage et un prurit (démangeaisons). 
Des complications sont possibles : atteinte myocardique et encéphalitique. La maladie est parfois mortelle si le nombre de larves ingérées a été très important. Si le nombre de larves ingérées est faible, la trichinose peut se manifester sous la forme d’un banal syndrome grippal dont la cause ne sera pas identifiée ou même demeurer infra-clinique et totalement asymptomatique.

## Diagnostic
Le diagnostic repose sur les signes cliniques caractéristiques (fièvre, myalgies, œdème de la face) et sur une prise de sang montrant une augmentation des enzymes musculaires (CPK) et des éosinophiles ainsi que la présence d'anticorps dirigés contre le parasite ou sur une biopsie musculaire.
Les examens de selles peuvent révéler des vers adultes, avec des femelles d’environ 3 millimètres de long et des mâles d’environ la moitié de cette taille.

## Prévalence
De vastes zones géographiques semblent touchées par ces parasitoses et depuis longtemps. 
Il est possible que le risque de contamination des suidés augmente avec leur démographie accrue, constatée depuis que l'on pratique l'agrainage en forêt et les cultures cynégétiques. En Belgique selon une étude publiée en 2006, une étude sérologique montrait qu'un sanglier sur 20 environ (4,91 % de la population précisément) était porteur du parasite ou avait été en contact avec lui. 

En France, où un centre de référence national a été désigné, une Enquête épidémiologique a été faite en 1981 et des données ont été publiées pour les années 2001-2003 en

## Réservoir
Homme et animaux (porc, sanglier, cheval (animal non carnivore, est supposé se contaminer accidentellement en mangeant des morceaux de cadavres de petits rongeurs présent dans l'avoine ou l'herbe), rat, renard, ours,  mammifères marins comme les morses). Les animaux de régions froides comme les ours polaires, les phoques ou les morses seront touchés par les espèces résistants au froid, T. britovi et surtout T. nativa, qui résiste très longtemps dans les carcasses gelées.
Le Chacal, pouvant être touché et le renard (Vulpes vulpes), consommant des rongeurs, sont suspectés de pouvoir être parasités. Etant déjà étudié pour le suivi de la rage ou de l'échinococcose, le renard a aussi fait l'objet de plusieurs suivis en Europe, dont au Danemark (6 141 spécimens tués à la chasse durant les saisons 1995–1996 et 1997–1998, dans tout le pays hors île de Bornholm). Dans ce cas, il n'était pratiquement jamais porteur (prévalence quasi nulle de 0,001 pour 6141 échantillons analysés) ; seuls 3 renards touchés ont été trouvés positifs, tous les trois dans la même zone au nord-ouest du pays durant la saison de chasse 1995-1996 et tous les trois avec un taux d'infection « extrêmement faible, soit environ une larve par 10 grammes de tissu musculaire », mais la pression de la maladie est très faible au Danemark où les sangliers sont assez rares et où les porcs d'élevages semblent très rarement touchés.  

Une étude similaire a été faite en Norvège où les animaux sauvages sont plus nombreux. L'enquête a porté sur les parasites de 393  renards roux tués à la chasse d'octobre à avril 1994-1995 et en 2002-2005. Des larves de Trichinella ont été trouvés sur 19 renards sur 393 (soit une prévalence de 4,8 %, avec  Trichinella nativa pour 18 renards et Trichinella britovi pour un renard ; Capillaria boehmi a été trouvé chez 51 % des renards de l'étude ; Capillaria aerophila chez 88 % ; Crenosoma vulpis chez 58 % et Capillaria plica chez 53 % des renards de l'étude, et aucun Angiostrongylus vasorum n'a été détectée. Les renards les plus nombreux à porter des Trichinella venaient surtout de l'est du pays, et étaient plus souvent adultes que jeunes mais avec une différence trop faible pour être statistiquement significative.

Une autre enquête nationale (sur autopsies de 588 renards roux) a été faite au travers de la Grande-Bretagne pour rechercher des Echinococcus sp., Trichinella sp.et Toxoplasma sp.. Echinococcus multilocularis n'a été trouvé chez aucun des renards, E. granulosus a été suspectée chez 6 renards, et Trichinella spp. n'a pu être trouvée dans les muscles d'aucun des 587 renards (intervalle de confiance de plus de  0,60 % ; alors que Toxoplasma sp., Uncinaria stenocephala, ou Toxocara canis ont été souvent trouvés. 

En Hongrie où seuls quelques cas avaient en 10 ans été détectés chez l'homme, le sanglier ou des porcs d'élevage, 2116 renards roux ont aussi fait l'objet d'une étude (représentant plus de 3 % de la population de renards estimé du pays). La prévalence globale réelle de l'infection par Trichinella chez les renards était de 1,8 % (intervalle de confiance 95 %, IC = 01.05 à 02.01 %), avec 35 renards positifs sur 2 116 (Trichinella britovi était le plus fréquent avec 30 des 35 cas positifs parmi les 2 116 renards roux, soit 85,7 % des cas positifs), mais quelques cas de Trichinella spiralis (4 isolats sur 35, uniquement au sud et à l'est du pays) ont été détectés, et Trichinella pseudospiralis dans un seul cas. Géographiquement, la prévalence était plus élevée dans le Nord-Est (bordure de la Slovaquie et de l'Ukraine sur 21 % environ du territoire hongrois).

## Prévalence

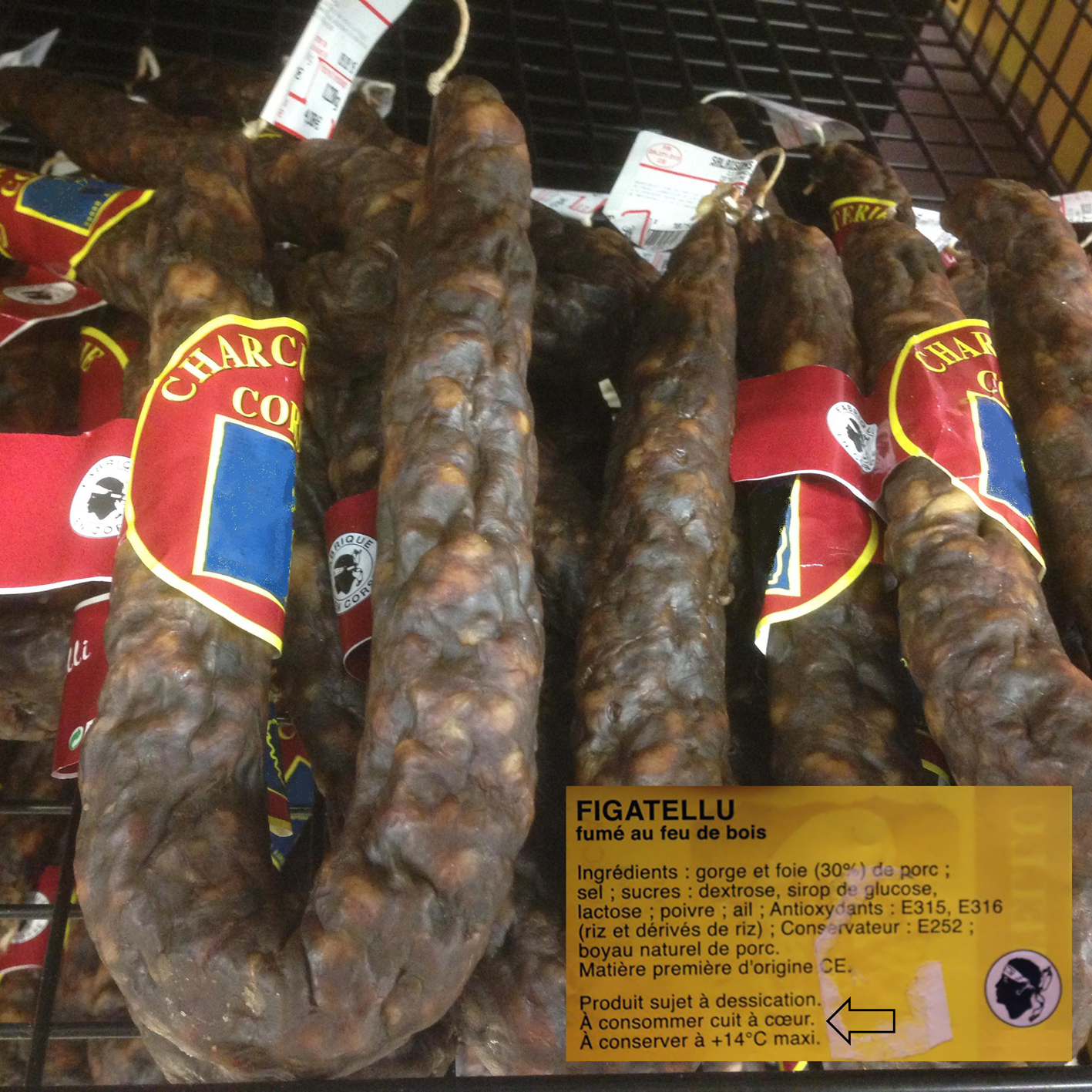
Des figatelli préparés en Corse et mangés crus par des consommateurs ont provoqué une petite épidémie de trichinellose en France en 2015

Dans le monde : Des  épidémies sont encore fréquentes dans le monde et « la maladie est potentiellement grave ». Les infestations seraient plus fréquentes dans les pays en voie de développement où les porcs sont généralement nourris avec des déchets.
En Amérique du Nord : Les quelques cas signalés aux États-Unis d'Amérique sont souvent dus à une consommation de viande de porc (souvent issu d'élevage domestique) ou sanglier mal cuite. 
En Europe, hors-élevage, ce sont les suidés sauvages qui seraient le premier vecteurs de la zoonose pour l’homme. Selon l'unique étude sérologique disponible en Belgique (fin 2006), un sanglier sur vingt serait porteur du ver (ou a été en contact), estimation qui devrait être revue à la hausse en raison du rajeunissement des sangliers à la suite du tir des adultes au détriment des jeunes, car le cycle du ver passe par 4 ans en kyste dans le muscle du sanglier, qui a donc moins le temps d’éliminer ses trichines après incubation et avant d'être chassé. Les chasseurs et leurs familles sont les plus concernés.
La maladie sévit actuellement en Europe de l’Est (Roumanie, Bulgarie, Russie), en Asie du Sud-Est, en Argentine. En Europe de l'Est, l'organisation mondiale de la santé rapporte que certains élevages de porcs ont des taux élevés d'infection par la trichine (au-dessus de 50 %), et il y a également un grand nombre d'infections chez l’homme.
En France, plusieurs épidémies ont été provoquées par de la viande de cheval importée et non contrôlée.
Un renforcement des contrôles vétérinaires a permis une diminution significative de l’incidence des épidémies humaines et « à la prévention d’épidémie de grande ampleur ».
Trois cas de trichinellose humaine due à Trichinella britovi ont été rapportés en 2015 dans le Sud-Est de la France après consommation de figatelli préparés en Corse. Quatorze autres personnes ont mangé des figatelli de ce même lot, mais aucune n’a été infectée car la cuisson des figatelli était à cœur. La taille de l’étiquette des figatelli était insuffisante pour prévenir les consommateurs des risques associés au porc insuffisamment cuit. En 2021, deux chasseurs dans les Pyrénées-Orientales ont été contaminés après avoir mangé de la Viande de sanglier.

## Transmission et facteurs de risque
Le parasite se transmet à l'homme en mangeant de la viande crue ou pas assez cuite, d'un animal infecté, en particulier de la viande de porc, de cheval et des animaux sauvages cités précédemment. Le parasite ne se transmet pas d'homme à homme.
L'infection qui était autrefois très fréquente, est maintenant devenue rare dans les pays développés. De 1991 à 1996, une moyenne de 12 cas par an ont été rapportés aux États-Unis. Le nombre de cas a diminué en raison de la législation interdisant l'alimentation des porcs avec des déchets de viande crue, et d’une plus grande utilisation commerciale et domestique de la congélation de la viande de porc, et la prise de conscience du public du risque couru à consommer du porc cru ou mal cuit. Aujourd'hui, une des premières cause de trichinose en Amérique est la consommation de viande de gibier crue ou insuffisamment cuite. Dans le Tiers monde, la plupart des infections sont provoquées par la consommation de porc insuffisamment cuit. Par exemple, en Thaïlande, entre 200 et 600 cas sont rapportés annuellement à l’occasion du nouvel an thaï.
Comme pour d'autres parasitoses (échinococcose alvéolaire par exemple), l'immunodépression et l'immunosuppression semblent être d'importants facteurs de risque de forte infection, et dans ce cas, les tests sont des faux-négatifs, la maladie pouvant alors ne pas être diagnostiquée par les tests. Par exemple, chez un patient présentant des lésions cutanées herpétiformes, sans manifestation clinique évoquant une trichinose, ni hyperéosinophilie sanguine, même mineure, ni modification des taux sériques des enzymes musculaires, une biopsie d'une de ces lésions a montré la présence de nématodes. Bien que l'immunoélectrophorèse, immunofluorescence indirecte et le test ELISA fussent négatifs, une biopsie musculaire a été prescrite, qui a révélé une forte infestation (800 larves de trichine par gramme de muscle). Le patient était en fait immunodéprimé à la suite d'une greffe rénale, et l'infestation semble s'être faite en France, après la transplantation du rein.

## Traitement
Il est possible d'éliminer les larves lorsqu'elles sont en migration dans l'organisme, en tout début d'infestation, par un traitement rapide associant anthelminthiques et corticoïdes. Cependant, une fois les larves installées dans les muscles (soit environ 15 jours après infestation), il n'existe plus de traitement capable de les tuer.
L'albendazole peut tuer les vers adultes présents dans l'intestin. 

## Prophylaxie
La prophylaxie individuelle repose sur la cuisson suffisante de la viande (71°C, viande grise à cœur).
- La congélation du porc en tranches d’épaisseur inférieure à 15 cm pendant 20 jours à -15 °C ou trois jours à -20 °C tue les larves de Trichinella spiralis. Toutefois, ces températures doivent être atteintes au cœur du muscle, impliquant des temps de congélation beaucoup plus longs. De plus, tous les congélateurs domestiques n'atteignent pas de façon stable et fiable -20°C.
- Mais cette méthode n'est pas fiable sur les espèces de trichines plus résistantes au froid, telles que Trichinella britovi (résistance de plusieurs semaines à -20°C) ou Trichinella nativa (résistance de plusieurs années à des températures de -20°C). Pour cette raison, la congélation n'est pas une méthode fiable pour rendre la viande de gibier ou de cheval propre à la consommation, en particulier le sanglier sauvage (leur cycle biologique les rendant peu adaptées à la survie en élevage).  De nombreux cas de parasitoses acquises après consommation de viande de gibier congelée (dont en France[19]) illustrent cette résistance au froid (il est à noter que ces parasitoses sont également parfois due à une congélation de trop courte durée, et/ou une congélation n'atteignant pas -20°C).
- La cuisson complète et bien à cœur du gibier permet de détruire les œufs, larves et adultes.
Les CDC ont publié la recommandation suivante : « La salaison, le séchage, le fumage de la viande ou l’utilisation du four à micro ondes ne tue pas uniformément les vers contagieux contenu dans les aliments[20]. »
Cependant, sous réserve d’un contrôle des procédés industriels de transformation des produits alimentaires, certaines de ces méthodes sont considérées comme efficaces par le département de l'Agriculture des États-Unis[21].

La prophylaxie collective repose surtout sur le contrôle vétérinaire des viandes (contrôles obligatoires) et la surveillance des porcheries industrielles pour vérifier l'absence de contact entre les porcs et des rongeurs de l'environnement.
D'autres mesures peuvent être prises pour éviter la contamination des porcs domestiques : 
- Cuisson de toute viande utilisée dans l’alimentation des porcs.
- Empêcher les porcs (volontiers nécrophages) de manger des carcasses crues d'autres animaux, dont les rats, qui peuvent être atteints de trichinose.
- Eviter les contacts avec les sangliers sauvages (doubles ou triples barrières en élevage plein-air)
- Nettoyer complètement les hachoirs à viande utilisés pour préparer les viandes hachées.

## Législation
La législation européenne impose un contrôle des viandes de porcs, de chevaux et de sangliers dès lors que l'on sort d'un usage strictement personnel de la viande. Tout porc domestique et cheval abattu en abattoir fait l'objet d'un test de recherche des larves de trichines réalisé par un laboratoire agréé par le ministère de l'Agriculture (accréditation des laboratoires par le Comité français d'accréditation COFRAC) selon une méthode reconnue. Tout sanglier destiné à un repas de chasse, ou repas associatif, doit également faire l'objet d'un test (prélèvement réalisé par le chasseur).
En France, les trichines sont en général recherchée par la méthode de détection de larves L1M de Trichinella par digestion artificielle sur agitateur magnétique. l'analyse s'effectue sur pool de 100g de viande, composés des échantillons de plusieurs animaux. La recherche s'effectue par prélèvement de muscle strié, la quantité et la localisation dépendant de l'espèce analysée. Plus le morceau prélevé est important, plus l'analyse ramenée à l'animal coûte cher, mais plus la probabilité de détecter les larves est grande. On adapte donc la taille de l'échantillon au risque : 
– porcs hors-sol: sur les élevages fermés de porcs industriels, le risque étant considéré comme très faible, on réalise en France un prélèvement aléatoire de un animal sur 1000. Le prélèvement est de 1g sur le pilier du diaphragme, ou de 2g sur un des autres sites de prélèvement autorisés si le pilier n'est pas disponible (muscles intercostaux, muscles masticateurs, muscles abdominaux, base de la langue) ;
– porcs reproducteurs et porcs élevés en plein air : tous les animaux sont analysés. Un échantillon de 2g est prélevé sur le pilier du diaphragme, ou de 4g sur un des autres sites de prélèvement autorisés si le pilier n'est pas disponible ;
–  sangliers sauvages : tous les sangliers chassés doivent être analysés s'ils ne sont pas réservés à un usage strictement personnel, la responsabilité du chasseur étant engagée en cas de contamination. Un prélèvement de 5g à la base de la langue ou sur le pilier du diaphragme est réalisé ;
– chevaux : tous les chevaux abattus sont testés, et un prélèvement de 10g est réalisé dans les muscles masséters ou la langue.
La carcasse d'un animal abattu et en cours de test (ainsi que la cohorte de porc hors-sol associée à l'animal testé) ne quittera pas l'abattoir tant que le résultat du test n'est pas négatif. 
En cas de non-négativité, les carcasses sont bloquées. Les analyses étant réalisées en pool de 100 g (soit mélanges de 20 à 100 animaux), des analyses supplémentaires sont réalisées pour identifier la ou les carcasse(s) infestées, avec confirmation de l'analyse par le Laboratoire national de référence (en France le laboratoire de santé animale de Maisons-Alfort). Elles sont alors détruites.